# 尤寧敦 (堪薩斯州)
尤寧敦（英語：Uniontown）是一個位於美國堪薩斯州波旁縣的城市。

## 地方資料
尤寧敦的面積為0.55平方千米，當中陸地面積為0.55平方千米，而水域面積為0.00平方千米。根據2010年美國人口普查的數據，當地共有人口272人，而人口密度為每平方千米494.55人。